# 新南威尔士大学
新南威爾斯大學（又稱UNSW Sydney；簡稱UNSW），是澳洲的一所公立研究型大學，其主校區位於新南威爾斯州首府悉尼。新南威爾斯大學成立於1949年，為世界級研究學府之一。新南威爾士大學是澳洲八校聯盟成員，同時也是三個國際著名的研究型大學聯盟組織環太平洋大學聯盟（APRU）、全球科技大學聯盟和Universitas 21（U21）的成員大學之一。
新南威爾士大學位居2024/2025年QS世界大學排名全球19位。根據2021年的QS世界大學學科排名，新南威爾斯大學共六個學科位列全球首20位，分別是採礦及礦物工程（第5位）、土木及結構工程（第12位）、法律（第13位）、石油工程（第18位）、會計及金融（第19位）和環境科學（第19位）。
新南威爾士大學素有“南半球的麻省理工”之稱，擁有澳大利亞規模最大的工程學院。其工程系以學士的電機工程學專業的名氣最響亮，緊隨其後的是博士研究階段的太陽能光伏專業。据澳大利亚公布的2015年最具影响力的百强工程师名单中，近四分之一毕业于新南威尔士大学。
在其众多学科中，新南威尔士大学尤以商科著称，其商學院綜合實力在澳洲名列前茅，並在國際享有讚譽。同時，UNSW也是澳大利亞擁有最多億萬富翁校友的大學。此外，2015年的調查顯示，新南威爾士大學有著澳洲最多S&P/ASX 200的CEO。
新南威尔士大学培养了许多拥有重大影响力的人物，校友涵盖澳大利亚第30任总理斯科特·莫里森；中国前首富施正荣；圖靈獎獲得者拉吉·瑞迪；普立茲克建築獎得主格倫·馬庫特等。

## 校史

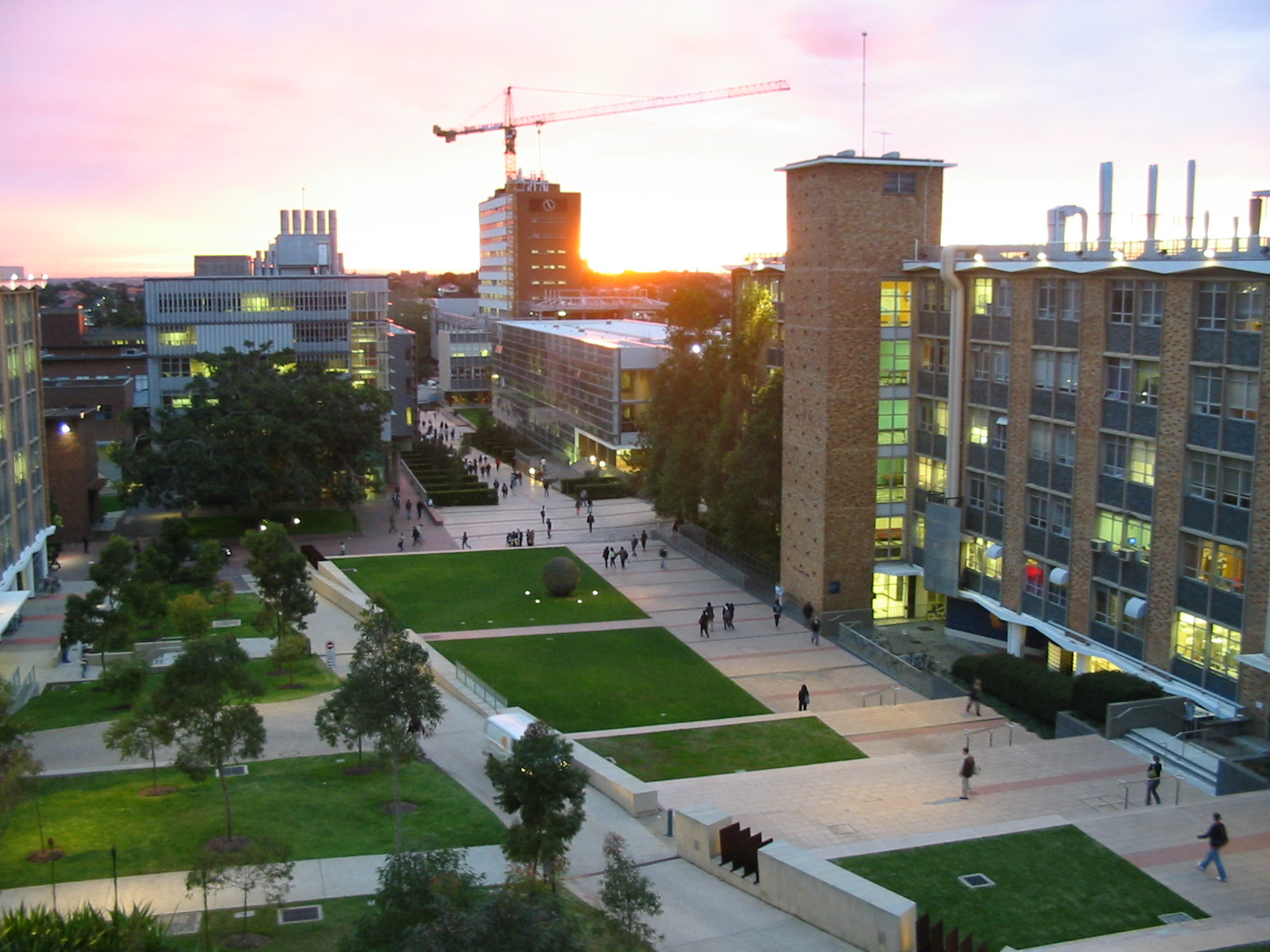
夕阳下的大学校园

在半個世紀以來，新南威爾士大學為澳大利亞發展了許多高新技術，特別在國防發展方面，製造了許多威力極大的高科技武器，為澳大利亞的軍事工業發展做出了巨大的貢獻。新南威爾士大學也因此贏得了澳大利亞版「戰爭學府」的美譽。
作為當今最負盛名的理工科大學之一，新南威爾士大學對澳大利亞乃至全世界都有非常重要的影響力。尤其是有「立校之本」之稱的EE（Electrical Engineering）和CE（Civil Engineering）專業，為新南威爾士大學奠定世界頂尖工科學府做出了重大貢獻。
根據各項學術評鑒與科學研究排名顯示，新南威爾士大學是澳大利亞高科技和高等研究的先驅領導大學，也是澳大利亞商業，法律和理工精英的所在地。
根據UNSW官方網站和文件記錄，校史最早可以回溯至1878年所創立的悉尼技术學院（Sydney Technical College），及更早創校於1843年的悉尼机械學院（Sydney Mechanics Institute）。
UNSW由新南威爾士州政府在1949年創立于悉尼東南部郊外，根据新南威爾士州議會在1949年頒佈的《1949年新南威爾士理工大學法案》（New South Wales University of Technology Act 1949）而獲得了法定地位，是大悉尼地區繼雪梨大學之後的第二間公立大學。大學最初命名为新南威尔士科技大学（New South Wales University of Technology），专注於工程学与基礎科学等科目。
新南威爾士是澳大利亞東南部的一個州，同時也是澳洲的經濟重心，當時名為新南威爾士理工大學。1958年大學更名為新南威爾士大學。
1958年，为了适应大学的全面教育改革，使学校变成一个现代多元化的綜合性研究大學，校名改为新南威尔士大学（University of New South Wales）并得到批准。1960年学校创立了社会文科学院（Faculty of Arts and Social Sciences），校方随後在1961年创立了医学院和1971年法学院。

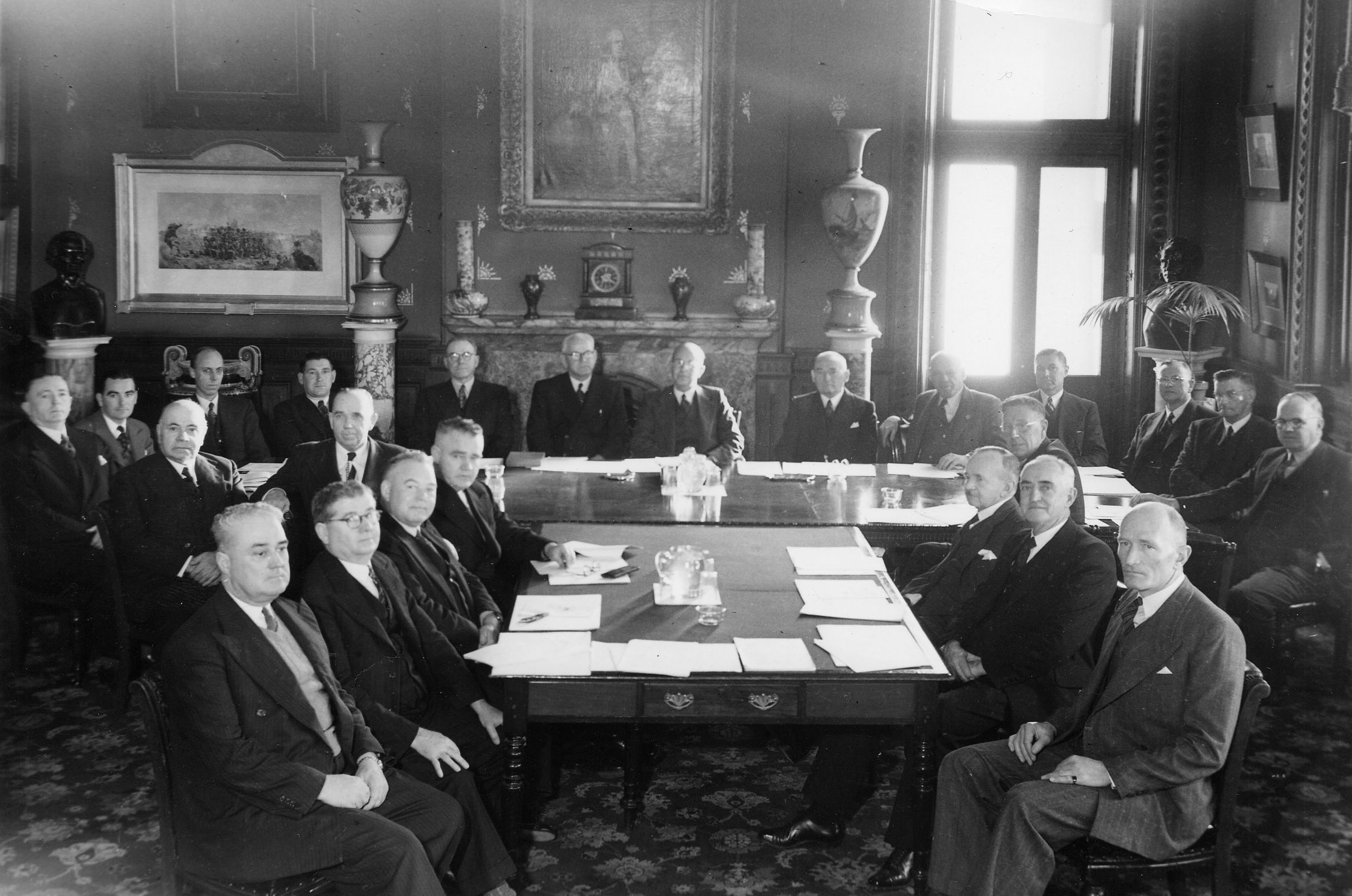
大学理事会于1949年召开的第一次会议

大学最初二十年的发展和当时充满活力的校长（Sir Philip Baxter）紧密相连。Baxter校长宏伟而不失争议的眼光让学校从一个默默无聞的地位一跃成為澳洲顶尖的大学。1969年UNSW有15000名的学生。学校对科技研究的精进和实践精神与当时悉尼大学的传统校風有著鲜明的对比。在Baxter校长退休的1969年，UNSW已成为亚太地区最顶尖的大学之一。第二任校长（Sir Rupert Myers）努力巩固了前二十年的基础，將新一代的管理制度带进了学校。Myer校长同时也改变了校风，他特别注重校园文化的建设，学生运动在其任期內得到了校方的保護並有著长足的进步和发展。
第三任校长（Prof. Michael Birt）在澳洲國會八十年代缩紧教育和研究资金的情形下，负责領導学校进入公私兼营的模式。大学学院透過與私人公司的合作研究彼此相关的事務，雙贏互利，使得学校与企业的需求有了更紧密的联系，對於人才的培养亦更加贴近社会的实际需求。目前UNSW的年度资金有45%来自於非政府的来源。这让UNSW避免了当时其他大学资金缺乏的困境，不断保持强劲的发展动力。

## 校徽與校訓
新南威爾斯大學在1952年獲得英國紋章院授予校徽。
校徽的聖佐治十字中央有著源自英格蘭皇家徽章的守護之獅，被象徵南十字星座的四顆八角星環繞，設計參考成立大學的新南威爾斯州州政府的紋章。校徽上方則是象徵真理與智慧的書，此設計構想是來自倫敦帝國學院1907年設立的校徽。
UNSW的校訓則是Scientia Manu et Mente（拉丁文，意思為：Knowledge by Hand and Mind；中文译作：实践思考出真知），反映著学校对科技研究的精进和实践精神。此校訓傳承自雪梨技術學院（Sydney Technical College），是新南威爾斯大學的前身。

## 學院與學系
大学共有九大学院（Faculty）：文学暨社会学院、建筑环境学院、澳洲商学院、工程学院、法学院、医学院、科学学院、藝術學院和澳洲国防学院；從属於各学院的是不同的学系（School）。

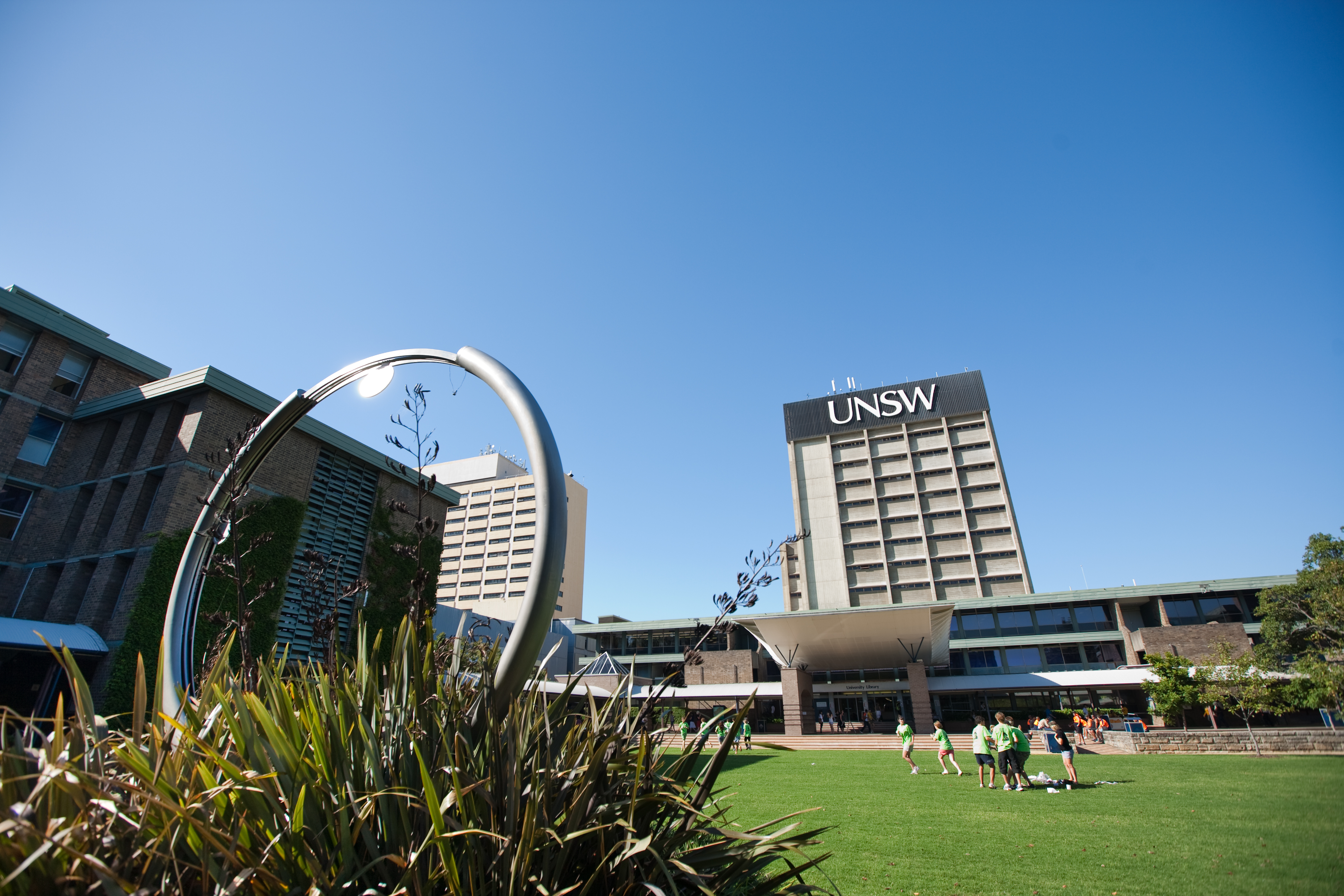
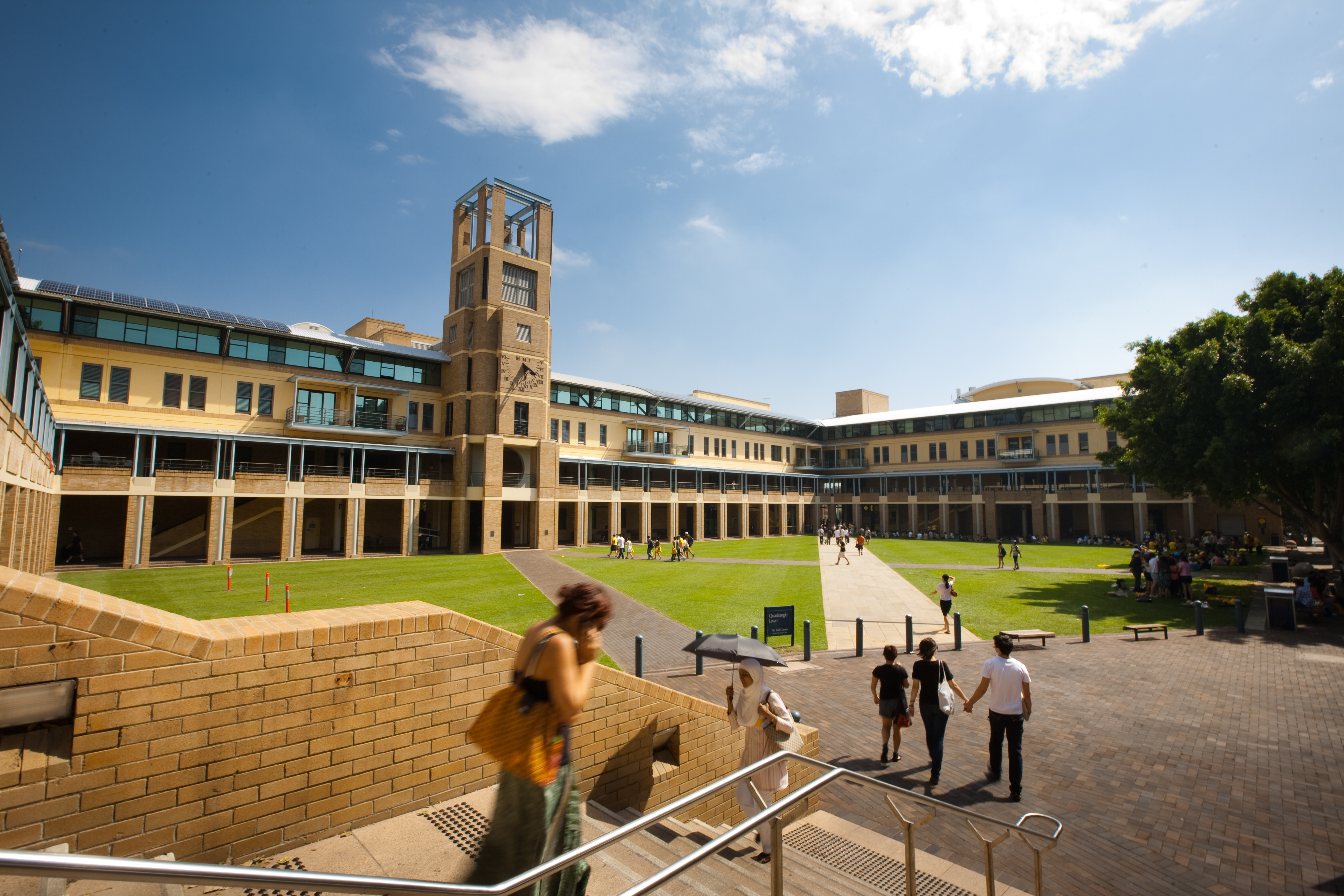
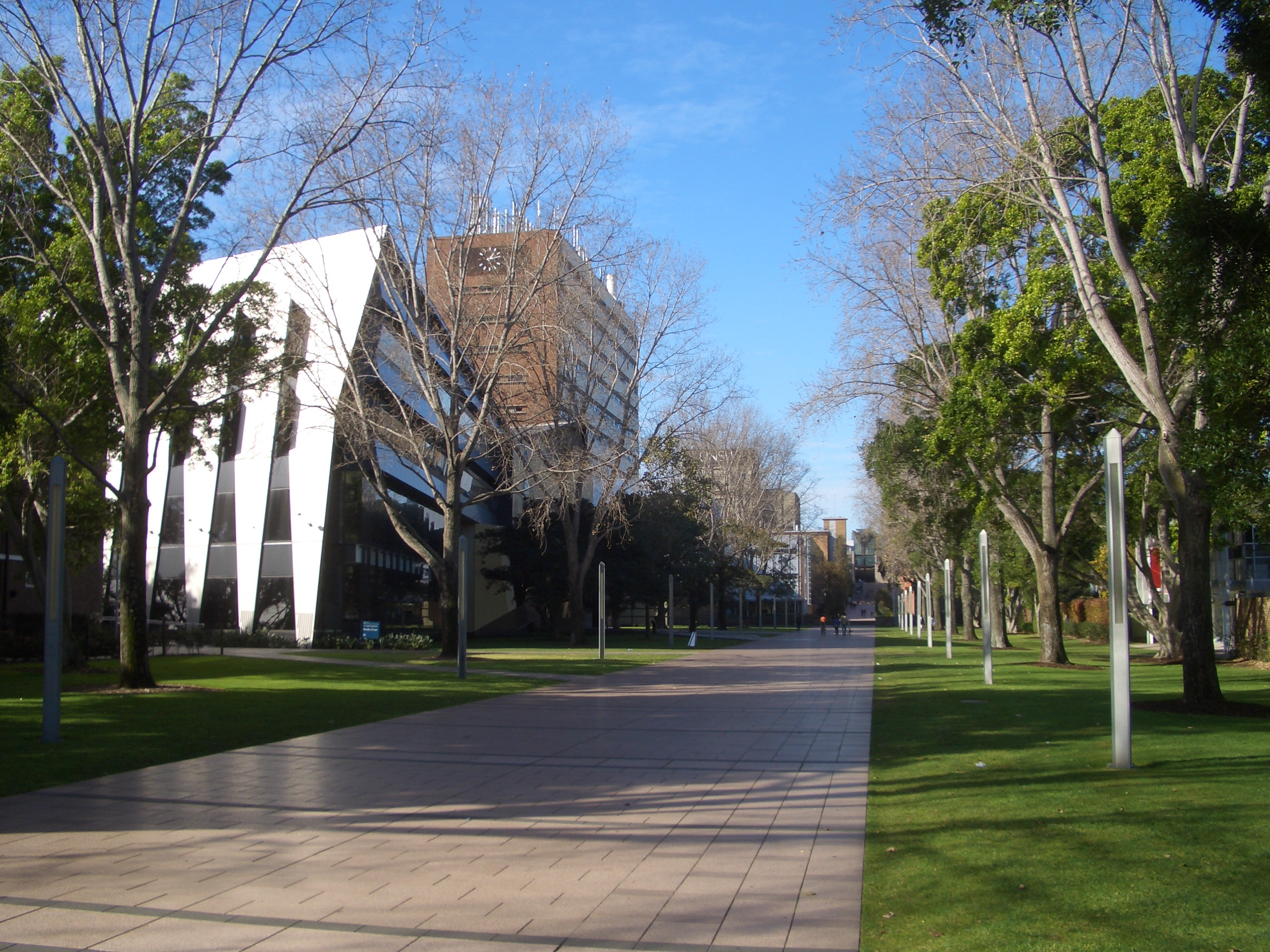

### 文学暨社会科学学院
文学暨社会学院（Faculty of Arts and Social Sciences） （页面存档备份，存于）位於Morven Brown、Robert Webster和Mathews等大楼；隸属文学暨社会学院的共有12个学系。
- 教育學系 (School of Education) （页面存档备份，存于）
- 英文學系 (School of English)
- 历史學系 (School of History)
- 历史与科学哲学系 (School of History and Philosophy of Science)
- 傳播、电影和戏剧學系 (School of Media, Film and Theatre)
- 现代语言學系 (School of Modern Language Studies)
- 音乐与音乐教育學系 (School of Music and Music Education)
- 哲学系 (School of Philosophy)
- 政治与国际关系学系 (School of Politics and International Relations)
- 社会科学与政策學系 (School of Social Science and Policy)
- 社会工作系 (School of Social Work)
- 社会学与人类学系 (School of Sociology and Anthropology)

### 建筑环境学院

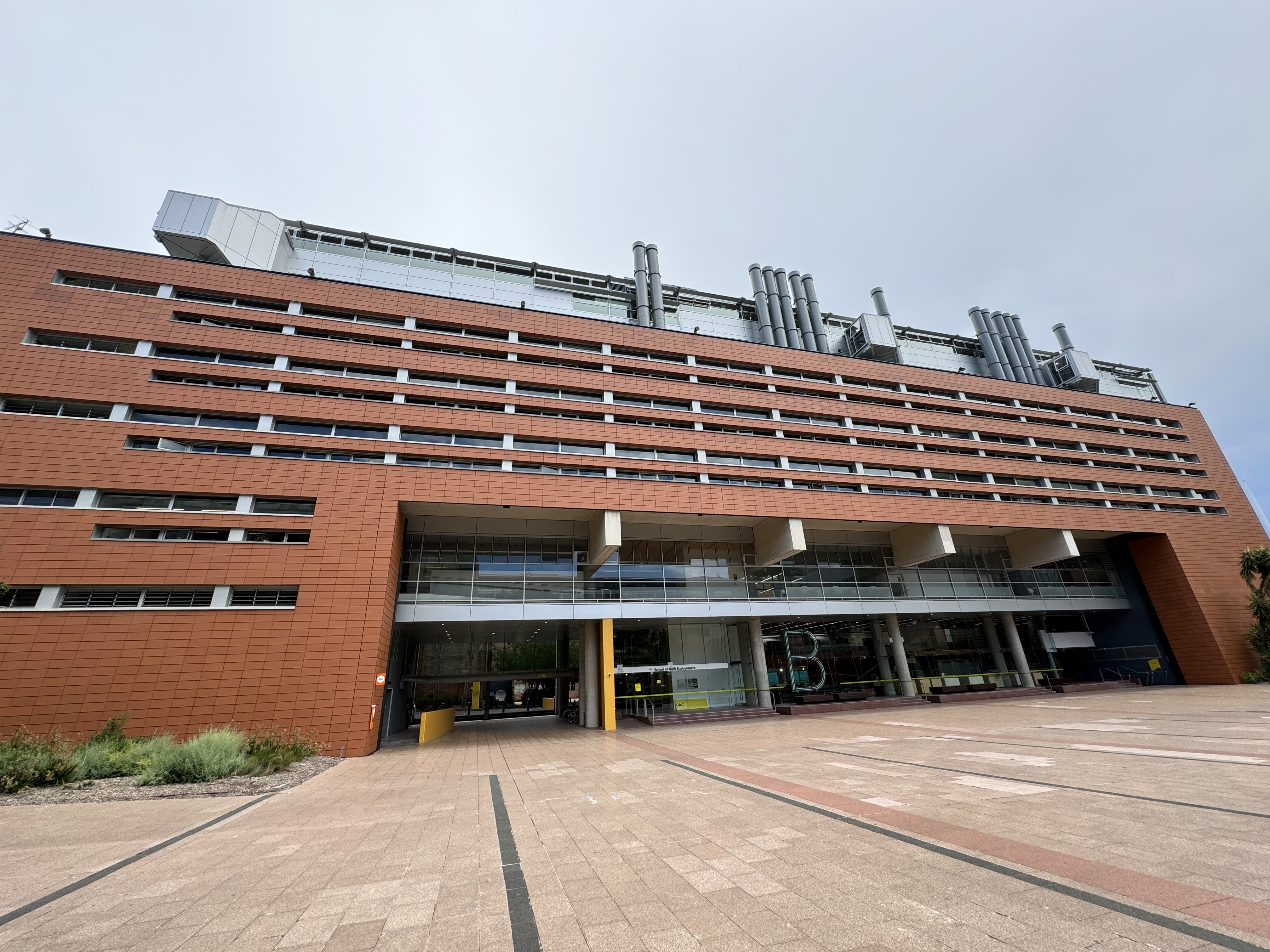
建築環境學院位於Anita B. Lawrence Centre

建筑环境学院（Faculty of the Built Environment）座落於Red Centre東翼，同时是澳大利亚最大的建筑学院。北京2008年奥运会游泳馆（又称“水立方”）的设计者、悉尼歌剧院内部翻修的总策划人，以及第一个获得普利兹克奖（被誉为建筑学的“诺贝尔奖”）的澳大利亚人—格伦·馬庫特，均出自该学院。所提供的学士课程包括：
- 建築資訊 (Architectural Computing)
- 建築学系 (Architectural Studies)
- 建设與物业管理 (Construction Management and Property)
- 室内建筑 (Interior Architecture)
- 工业设计 (Industrial Design)
- 景观建筑 (Landscape Architecture)
- 城市规划 (Planning)

提供的双学位课程包括：
- 城市规划及法律 (Planning and Law)
- 城市规划及环境管理 (Planning and MEM)
- 城市规划及城市发展设计 (Planning and MUDD)

提供的硕士课程包括：
- 建筑 (Architecture)
- 物业建設管理 (Construction Project Management)
- 物业與发展 (Property and Development)
- 可持续发展 (Sustainable Development)
- 城市发展及設計 (Urban Development and Design)
- 城市规划 (Planning)

### 新南威爾斯大學商學院

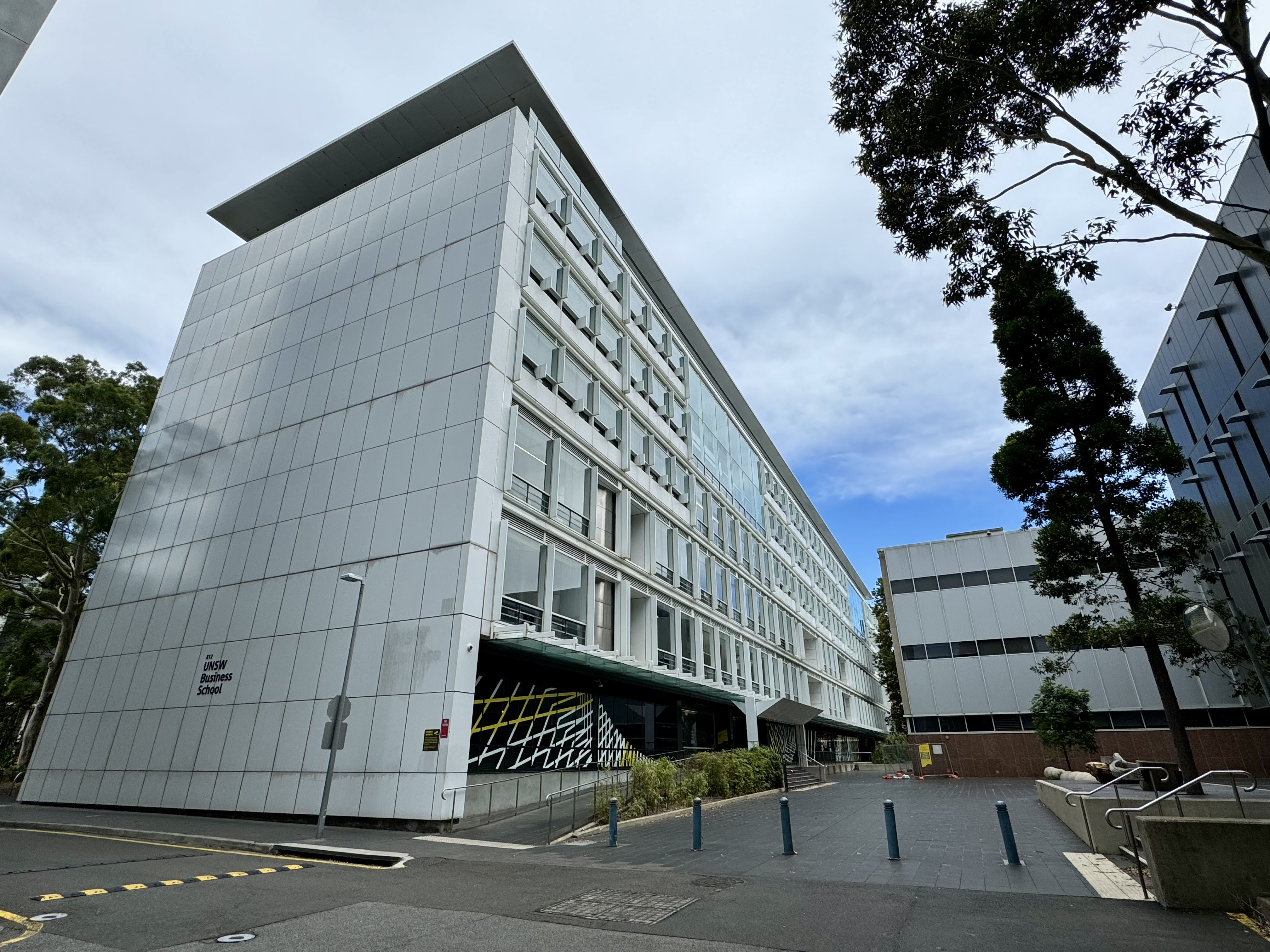
UNSW Business School

新南威爾斯大學商學院（UNSW Business School）是2007年由「澳大利亞管理研究所」（AGSM）整合而來，是世界上最大的商学院之一，共有8,750名学生，包括5,600名本科生（undergraduate）、2,900名研究生（postgraduate），以及250名博士生和攻读荣誉学士学位的学生。商學院所成立的目的是作育管理與商務人才；AGSM時代，提供行政工商管理（Executive MBA）學位。1999年1月，與悉尼大学的商學研究所合一，並接手原雪梨大學的工商管理學程及諸多海外課程；在世界，尤以亞太地區享有美譽。其商學院设有精算學位，为澳洲四大开设精算學程的名門学府之一（另外三所為[[澳洲国立大学][墨尔本大学]]和麦覺理大学）。麾下的会计系、银行與金融系、商业法律与税务系（与该校法律系相关联）、市场营销系的教学水平受到广泛的赞誉。2005年11月，雪梨大學宣布退出AGSM，至此AGSM为新南威爾斯大學全資所有。2006年4月，AGSM的年度報告與校內的商學院（Faculty of Business），正式合併並更名為澳大利亞商學院（Australian School of Business，簡稱ASB）。2014年，「澳大利亞商學院」改名為「新南威爾斯大學商學院」。AGSM的MBA學程在2021年《金融時報》全球排名中位居第79名。據同一项调查显示，该校MBA毕业生的平均年薪为US$108,376，且於MBA毕业后相較於未讀MBA者在此基础上成長66%。AGSM為AACSB和EQUIS所認可的商學院。
新南威爾斯大學商學院 (UNSW Business School) （页面存档备份，存于）由以下的学系组成：
- 会计系 (School of Accounting) （页面存档备份，存于）
- 风险與精算學系 (School of Risk & Actuarial Studies) （页面存档备份，存于）
- 银行與金融學系 (School of Banking & Finance) （页面存档备份，存于）
- 税务與商法學系 (School of Taxation & Business Law) （页面存档备份，存于）
- 经济學系 (School of Economics) （页面存档备份，存于）
- 信息系统與科技學系 (School of Information Systems & Technology) （页面存档备份，存于）
- 管理學系 (School of Management) （页面存档备份，存于）（包括管理學，人力資源管理，國際商務）
- 市场营销學系 (School of Marketing) （页面存档备份，存于）

### 工程學院

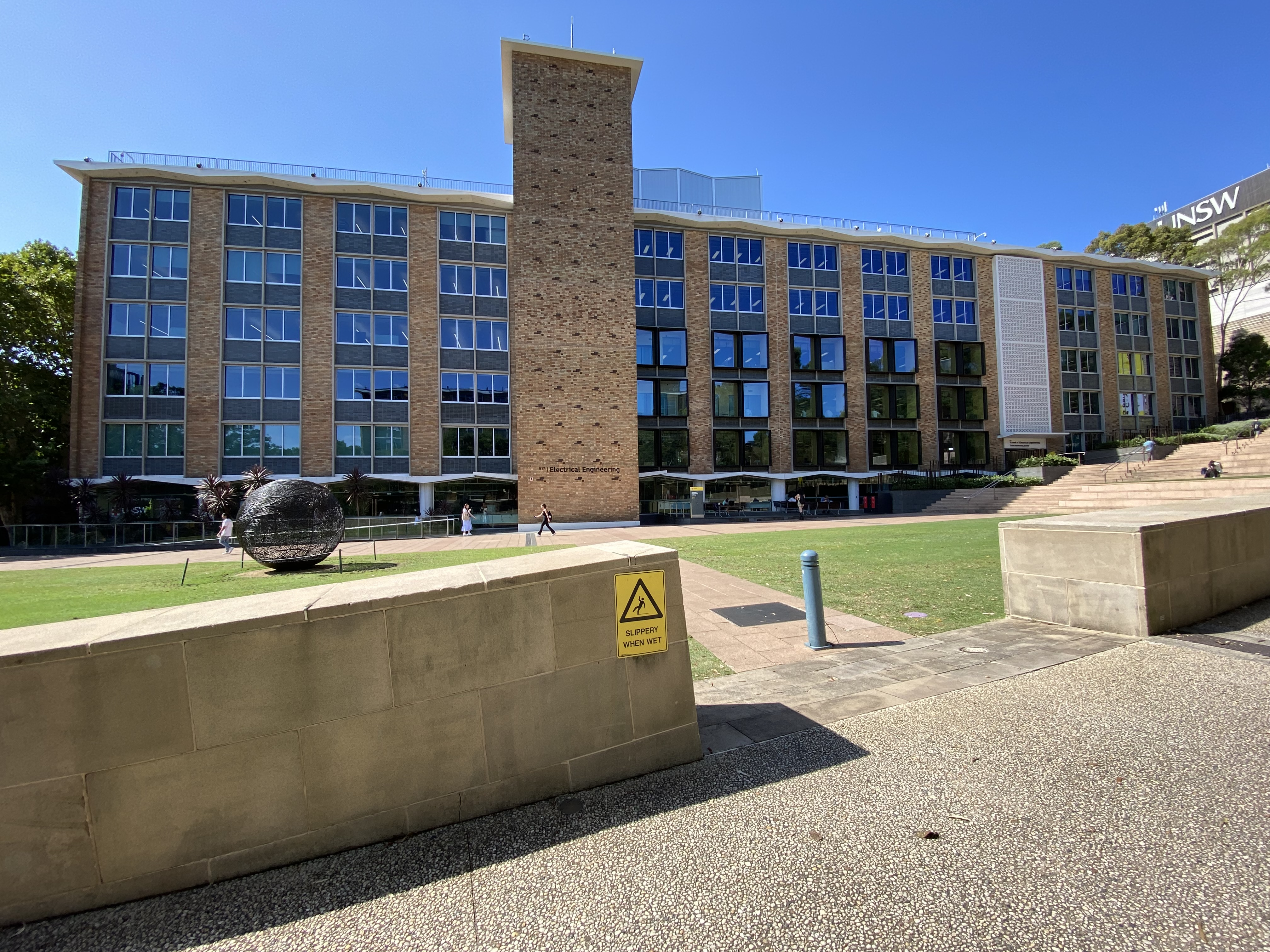
Electrical Engineering Building

UNSW的工学院（Faculty of Engineering） （页面存档备份，存于）是全澳洲最大的工程学院，提供非常广泛的工程学系，其中土木与結構工程学系在澳大利亚排名第一；計算機科學家和圖靈獎獲得者，也是計算機科學和人工智慧的早期先驅人之一的拉吉·瑞迪畢業自該學院；工學院一共有10个学系：
- 生物医学工程研究所 (Graduate School of Biomedical Engineering) （页面存档备份，存于）
- 化学工程与工业化学系 (School of Chemical Engineering and Industrial Chemistry) （页面存档备份，存于）
- 土木与环境工程學系 (School of Civil & Environmental Engineering) （页面存档备份，存于）
- 计算机科学与工程學系 (School of Computer Science and Engineering) （页面存档备份，存于）
- 电机工程与通訊學系 (School of Electrical Engineering and Telecommunications) （页面存档备份，存于）
- 机械与制造工程學系 (School of Mechanical and Manufacturing Engineering) （页面存档备份，存于）
- 采矿工程學系 (School of Mining Engineering) （页面存档备份，存于）
- 石油工程學系 (School of Petroleum Engineering) （页面存档备份，存于）
- 太阳能电力工程學系 (School of Photovoltaic Engineering) （页面存档备份，存于）
- 测量与空间信息系统學系 (School of Surveying and Spatial Information Systems) （页面存档备份，存于）

### 法學院
法学院（Faculty of Law） （页面存档备份，存于）成立於1971年3月1日，初时共有219名学生。当时在新南威尔士州只有悉尼大学提供法律学位课程。UNSW法学院长期以来对社会公正(social justice)非常重视。世界上最大的免费法律信息提供网络就落户於此。法学院成立了多个法律资源中心：Kingsford Legal Centre、Australian Human Rights Centre、Gilbert+Tobin Centre for Public Law、Social Justice Project和National Pro Bono Resource Centre。新的法学院大楼内设有专门的法律图书馆，已於2006年啟用。

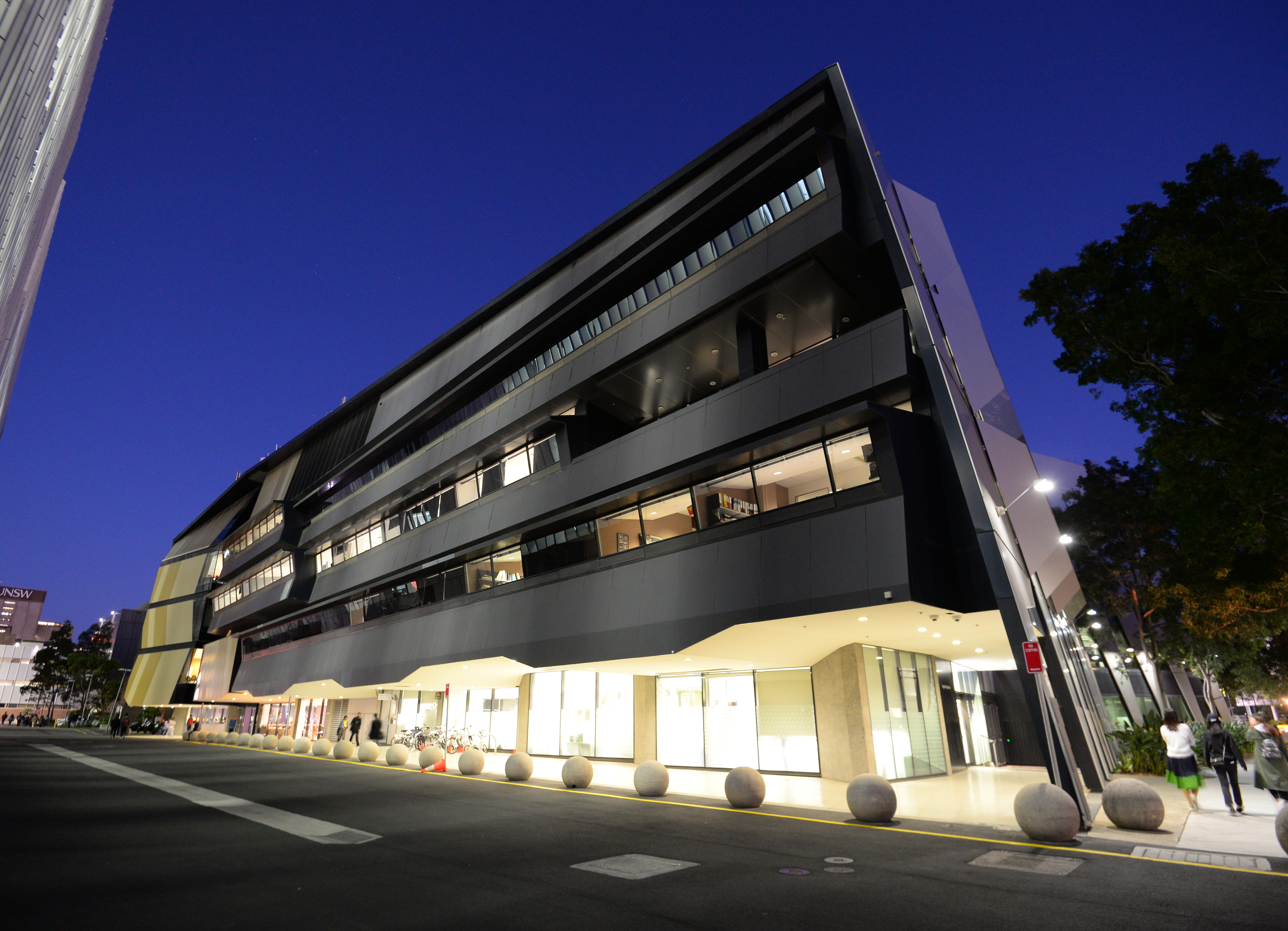
Law Building

今天，法学院已成为澳大利亚顶尖的法律学院之一。在过去的6年，5个UNSW的法律学生拿到了极具权威的羅德獎學金。澳大利亚联邦宪法的修订，也由该校法学院的协助下完成。另外，法学院也包含了澳大利亚最大的税务学校 (Atax) （页面存档备份，存于）。近年来也开设了澳大利亚与中国税制的专题研究项目和相关课程。澳大利亚联邦宪法的制订与修改，联邦及州政府的法律咨询也常出自该学院。

### 醫學與健康學院

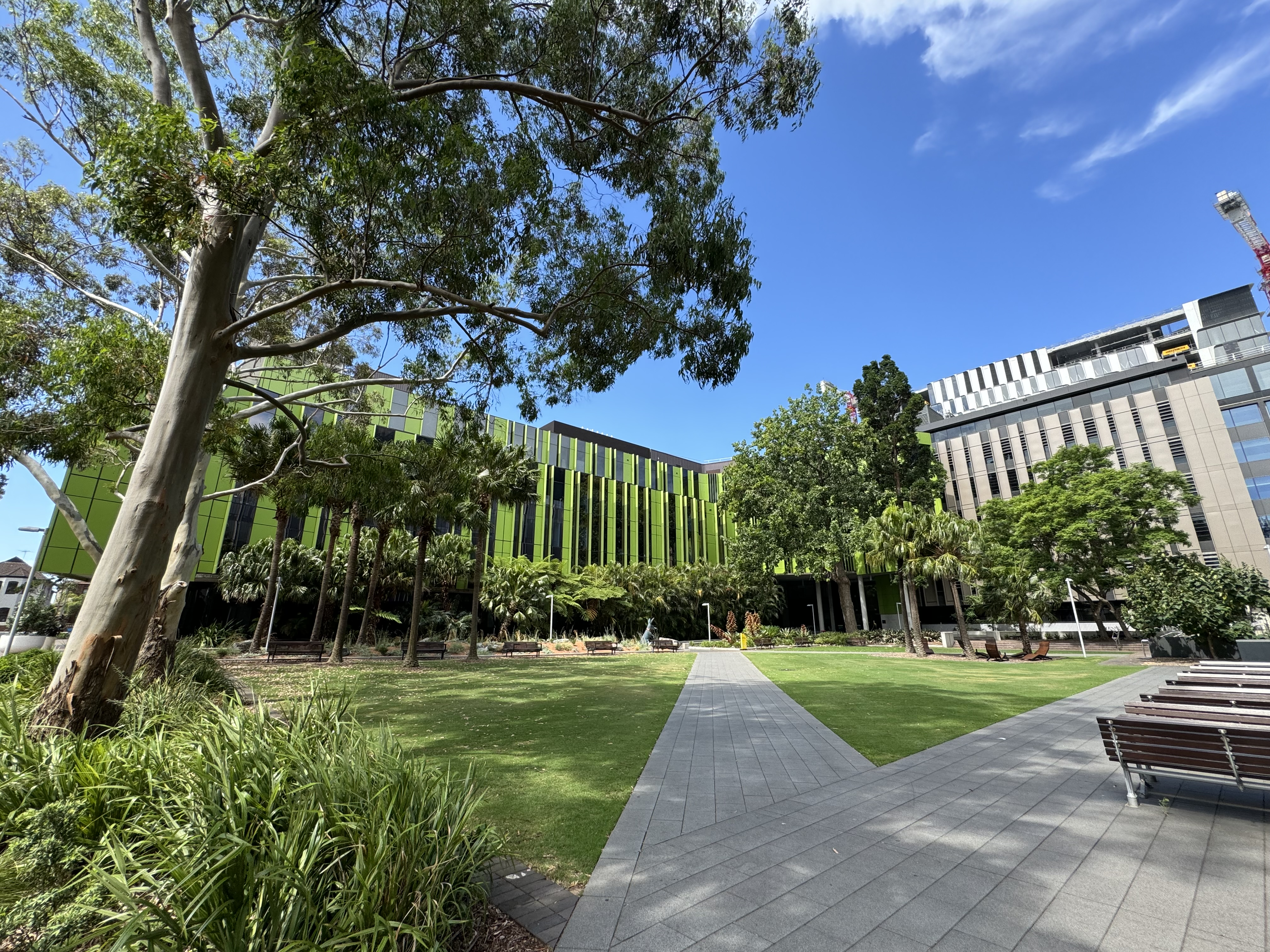
醫學與健康學院位於Wallace Wurth Building

醫學與健康學院（Faculty of Medicine & Health） （页面存档备份，存于）成立於1960年7月。醫學與健康學院共有5個學系和诊所学校：
- 生醫科學系 (School of Biomedical Sciences) （页面存档备份，存于）
- 臨床醫學系 (School of Clinical Medicine) （页面存档备份，存于）
- 健康科學系 (School of Health and Sciences) （页面存档备份，存于）
- 眼視光學與視覺科學系 (School of Optometry and Vision Science) （页面存档备份，存于）
- 流行與健康學系 (School of Women's and Children's Health) （页面存档备份，存于）

### 理學院
该学院最著名的水环境实验室和艾滋病研究中心均位居世界的前沿。
科学学院（Faculty of Science）包括：
- 航空部 (Department of Aviation) （页面存档备份，存于）
- 生物技术与生物分子科学系 (School of Biotechnology and Biomolecular Sciences) （页面存档备份，存于）
- 生物、地球和环境科学系 (School of Biological, Earth and Environmental Sciences) （页面存档备份，存于）
- 化学系 (School of Chemistry) （页面存档备份，存于）
- 材料科学与工程學系 (School of Materials Science and Engineering) （页面存档备份，存于）
- 数学及统计学系 (School of Mathematics and Statistics) （页面存档备份，存于）
- 物理學系(School of Physics) （页面存档备份，存于）
- 心理學系 (School of Psychology) （页面存档备份，存于）

### 艺术设计学部
艺术设计学部（Faculty of Art & Design） （页面存档备份，存于）位於悉尼近郊的Paddington。
艺术设计学部由以下5个系组成：
- 艺术學系 (School of Art)
- 艺术教育學系 (School of Art Education)
- 艺术历史与理论學系 (School of Art History and Theory)
- 设计學系 (School of Design Studies)
- 傳播艺术學系 (School of Media Arts)

### 澳洲国防学院
澳洲國防學院（ADFA）是專門為澳洲聯邦初級軍官提供高等教育的軍事學院。澳洲的軍事教育制度發與傳統西方國家不同，陸、海、空三軍職業軍官的基礎教育均在澳洲國防學院實施，但仍保有三軍各軍種的軍官學校，對澳洲國防學院畢業生施予第二階段的專業化訓練。澳洲國防學院課程計區分兩類課程：一般科學及軍種軍事課程：由澳洲陸、海、空軍軍官學校提供課程。學術課程：委由新南威尔士大学安排高等教育課程，包含科技、工程、人文及社會科學等範疇。學生畢業後授予學士學位，並至三軍官校接受軍事專業訓練後，以中尉任官。
ADFA位於澳洲首都特區坎培拉市的市郊Campbel；共分为5个学系：
- 航空、土木及机械工程學系 (School of Aerospace, Civil and Mechanical Engineering)
- 商學系 (School of Business)
- 人文与社会科学系 (School of Humanities and Social Sciences) （页面存档备份，存于）
- 信息技术与电机工程學系 (School of Information Technology and Electrical Engineering) （页面存档备份，存于）
- 物理、环境及数理科学系 (School of Physical, Environmental and Mathematical Sciences) （页面存档备份，存于）

## 學術
新南威爾士大學是一所綜合型的教學和研究大學，其光電、量子計算、愛滋病病毒和愛滋病研究以及金融市場分析在國際上享有盛名，同時也是聚合體化學等學科，光子學、電信等高新產業學科的科研發展基地。
新南威爾士大學優勢專業集中在工程、商科、法律、教育、心理學、臨床醫學等領域，其商學院是澳洲最優秀之一，為獲得EQUIS和AACSB認證的商學院。同時，工程學院也是澳洲規模最大、首屈一指的工程學院，其工程系以學士的礦業工程學專業的名氣最響亮，緊隨其後的是博士研究階段的土木工程專業。
作為澳大利亞研究型大學的先驅，新南威爾士大學的研究實力雄厚，研究範圍涵蓋所有的領域，如生物和醫學、資訊技術和材料工程、經濟學、社會科學等。新南威爾士大學的金融市場分析、工程、建築學等方面的造詣在亞太地區乃至全球也享有盛名。新南威爾士大學的研究學者大多都是來自世界各國的知名學者和研究人員，為大學生提供了一個富有生機的學術研究環境。近年來，新南威爾士大學與商業和產業界之間的聯繫甚為緊密，並一直致力學術創新。新南威爾士大學憑藉其各方面的優勢，定期為商業機構和政府部門舉辦範圍廣泛的諮詢及培訓服務。
新南威尔士大学同时注重与国际的交流，它的办学风格相當美式，与传统的英制大学有明显区别，因此吸引了众多美国学生透过国际交换學生課程（International Exchange Program）前往学习，学时半年或一年不等。同时，学校鼓励学生在大学期间前往世界其他优秀大学进行交流，該校目前已与世界數百所优秀的頂尖学府有广泛合作，其中比较有代表性的包括与美國的宾夕法尼亚大学和柏克萊加州大學。該校也与中國的北京大学、清华大学；台灣的中央研究院等院校發展学术交流。

## 知名校友
參見新南威爾斯大學校友

### 澳大利亚
- 大衛·岡斯基（David Gonski），新南威爾斯大學校长，天達銀行（英语：Investec）、澳洲可口可樂（英语：Coca-Cola Amatil）和澳洲交易所（Australian Securities Exchange）主席，西田集團、ING集團及新加坡航空董事。
- 約翰·尼爾蘭（英语：John Niland），新南威爾斯大學前校长，麥格理銀行董事。
- 斯科特·莫里森 ， 澳洲眾議院議員，第30任澳洲總理以及前自由黨黨首。
- 格連·戴維斯（英语：Glyn Davis），墨尔本大学校长。
- 羅拔·史達布（英语：Robert Stable），昆士蘭邦德大學校长。
- 阿倫·特倫遜（英语：Alan Trounson），世界知名生物學家。
- 添·法蘭內利（英语：Tim Flannery），澳洲哺乳學家、古生物學家、環保及氣候變化專家。
- 約翰·沙恩（英语：John Shine），世界著名的分子生物學家，發現了核苷酸序列（Nucleotide sequence）及夏因-达尔加诺序列。
- 羅德尼·阿特拉（英语：Rodney Adler），前HIH Insurance（英语：HIH Insurance）及One.Tel董事。
- 馬克·阿比布（英语：Mark Arbib），澳大利亚工党就業部長。
- 傑克·比爾利（英语：Jack Beale），澳洲第一位環保部長。
- 波布·貝利亞（英语：Bob Bellear），第一位澳大利亚原住民法官。
- 格拉迪斯·贝尔吉格利安，澳大利亚自由党影子交通及國籍部長。
- 維奇·寶安（英语：Vicki Worrall Bourne），前澳大利亚民主党新南威尔士州上議院議員。
- 莎朗·布羅（英语：Sharan Burrow），国际工会联合会總秘書。
- 約瑟·卡希爾（英语：Joseph Cahill），第29任新南威尔士州州長，曾批准興建悉尼歌劇院。
- 李察·卡爾頓（英语：Richard Carleton），前ABC (澳大利亞電視頻道)及九號電視網記者。
- 羅拔·卡爾（英语：Robert Carr），第39任新南威尔士州州長。
- 馬特·卡羅爾，澳大利亚電影及電視製作人。
- 阿瑟爾·徹斯特費爾特伊雲（英语：Arthur Chesterfield-Evans），執業醫生及新南威尔士州立法會澳大利亚綠党議員。
- 彼得·茨斯威爾（英语：Peter Chiswell），澳大利亚聖公會新南威尔士州阿米代爾主教。
- 保羅·克利夫羅（英语：Paul Clitheroe），澳洲金融分析員及第9台節目主持。
- 葛利格·克姆比特（英语：Greg Combet），前澳大利亚工会理事会秘書。
- 羅渣·戈比特（英语：Roger Corbett），前伍爾沃斯公司行政總裁。
- 保羅·克利騰頓（英语：Paul Crittenden），前新南威尔士州立法代表大會澳大利亚工党議員。
- 杜格拉斯·達夫特（英语：Douglas Daft），前澳大利亚可口可樂首席執行官。
- 約翰·迪馬格利特（英语：John De Margheriti），澳洲遊戲公司BigWorld首席執行官。
- 罗宾·德诺姆（英语：Robyn Denholm），澳大利亚網絡通訊設備公司Juniper Networks財務總監及行政副主席。
- 米高·伊遜（英语：Michael Easson），前澳大利亚工会理事会副主席及澳大利亚工党新南威尔士州分部高級副主席。
- 米高·弗紹（英语：Michael Forshaw），新南威尔士州上議院議員。
- 湯姆·法拉姆（英语：Tom Frame (bishop)），澳大利亚聖公會駐軍主教。
- 米高·弗利羅夫（英语：Michael Fullilove），澳大利亚作家及外交政策評論員。
- 彼得·格列特（英语：Peter Garrett），澳大利亚工党環保古蹟及藝術部長。
- 詹姆士·高特力克（英语：James Goldrick），澳大利亚海軍史學家。
- 布拉特·赫薩特（英语：Brad Hazzard），新南威尔士州立法代表大會澳大利亚自由党議員，影子城市規劃及建築部長。
- 肯恩·亨利（英语：Ken Henry），澳洲財政部秘書及經濟學家。
- 珍妮特·霍華德（英语：Janette Howard），第25任澳洲總理约翰·霍華德妻子，澳大利亚自由党黨員。
- 李察·莊遜（英语：Richard Johnson），建築師，曾參與新南威尔士州藝術館及澳大利亚駐華大使館及駐日大使館（日语：駐日オーストラリア大使館）的工程。
- 費爾·克爾恩斯（英语：Phil Kearns），澳大利亚國家欖球隊隊長。
- 羅拔·麥克利蘭（英语：Robert McClelland (Australian politician)），澳大利亚前總檢察長。
- 帕特·奧珊（英语：Pat O'Shane），新南威尔士州地方法院原住民法官。
- 約翰·帕勒史葛（英语：John B. Prescott），必和必拓前行政總裁。
- 简·萨维尔，2004年奧運竞走銅牌得主。
- 露西·腾博，悉尼第一位女市長。
- 當奴·麥當奴（英语：Donald McDonald(ABC chairman)），澳大利亚广播公司主席。
- 華域·麥克賓（英语：Warwick McKibbin），澳大利亚儲備銀行董事。
- 梅尔·吉布森，澳大利亚电影演员，1995年憑電影《驚世未了緣》獲得第68屆奧斯卡最佳導演獎及奧斯卡最佳影片獎。
- 美美·達拉費特（英语：Mimi Daraphet），澳大利亞電影演員，曾在電影《星際大戰二部曲：複製人全面進攻》飾演Bultar Swan，電影上映後一年從建築系畢業。
- 娜莎莉·凱麗（英语：Nathalie Kelley），澳大利亚电影演员，曾於電影《狂野極速：飄移東京》演出。
- 格伦·默科特，澳大利亚建築師，2002年普利茲克建築獎得主。

### 大中華
- 周凱旋，香港企業家，億萬富翁[23]
- 施正荣，华裔澳大利亚企业家，中国无锡尚德电力公司的创立者、董事长兼首席执行长。1991年获新南威尔士大学博士学位。
- 杨奇逊，中华人民共和国工程院院士、电力系统继电保护专家。
- 鄭家富，前立法會議員（新界東）。
- 林政義，2001年代表台灣親民黨獲選為第五屆僑選立法委員。
- 羅康瑞，香港瑞安集团董事长，瑞安房地產主席兼行政總裁。
- 孙力军，原中华人民共和国公安部党委委员、副部长
- 譚文豪，前立法會議員（九龍東）被控串謀顛覆國家政權罪，目前還柙中
- 謝偉俊，立法會議員（九龍東）。
- 河國榮，澳洲裔香港藝人。
- 陳穎雄，澳門民航局局長。
- 黃以謙，香港精神科醫生，自由黨前黨員。
- 麥淑芬，香港TOM集團財務總監兼執行董事。
- 梁曉珺，澳洲籍華僑女歌手，2008年TVB8全球華人新秀歌唱大賽總決賽總亞軍，畢業後於2009年赴台灣參加《超級星光大道》（第五屆），並獲得第三名。
- 甘國臻，香港教育學院課程及教學系系主任及首席講師。
- 杜浩成，香港東區裁判法院裁判官，2006年上任。
- 李偉才，香港著名作家及港大附屬學院前協理副校長。
- 馮驊，香港高等法院原訟庭法官、選舉管理委員會主席。
- 崔康常，前恒生商學書院校長及恒生管理學院創校校長。
- 伍鵬志, 香港賽馬會練馬師

### 亞洲其他地區
- 馬寶山，新加坡國家發展部長。
- 維加·他姆地亞（英语：Vega Tamotia），印度女演員。
- 蔡添强，馬來西亞人民公正黨前副主席。
- 西提猜·頗凱烏東（英语：Sitthichai Pokai-udom），泰國資訊及通訊科技部長。
- 奈雅姆·庫賀利（英语：Naiyyum Choudhury），孟加拉生物化學學家。
- 拉吉·瑞迪，印度裔美國計算機科學家，1994年圖靈獎獲得者。